# ال‌اس‌سی
ال‌اس‌سی (انگلیسی: LSC) شرکت انتشارات آمریکایی است، که در سال ۲۰۱۶ تأسیس شد.